# Psittacara
Psittacara és un gènere d'ocells de la família dels psitàcids que habita zones forestals més o menys tancades de l'àrea Neotropical.
La major part tenen un color predominantment verd, encara que alguns són grocs o taronja. Són ocells socials que a la natura es veuen en grups.

## Llista d'espècies
Tradicionalment incloses al gènere Aratinga van ser separades d'ell arran els treballs de Remsen et col, 2013.
 Es classifica en 12 espècies:
- aratinga capblava (Psittacara acuticaudatus).
- aratinga verda (Psittacara holochlorus).
- aratinga de Guadalupe (Psittacara labati). Extinta.
- aratinga gorja-roja (Psittacara rubritorquis).
- aratinga de Wagler (Psittacara wagleri).
- aratinga andina (Psittacara frontatus).
- aratinga mitrada (Psittacara mitratus).
- aratinga de màscara roja (Psittacara erythrogenys).
- aratinga de Finsch (Psittacara finschi).
- aratinga ullblanca (Psittacara leucophthalmus).
- aratinga de Cuba (Psittacara euops).
- aratinga de la Hispaniola (Psittacara chloropterus).